# Parónimo
Un parónimo es todo  aquel vocablo que se parece a otro en su pronunciación o en su forma de escribirse. El Diccionario de la lengua española define los parónimos como «vocablos que tienen entre sí relación o semejanza, por su etimología o solamente por su forma o sonido». La paronimia (del griego ático παρά [pará] ‘a lo largo de’, ‘al lado de’ y del dórico y eólico ὄνυμα [ónyma] > -ώνυμος [-ōnymos] ‘nombre’, más el sufijo -ια [-ia] ‘cualidad’ o ‘relación’) es una relación semántica que consiste en que dos o más palabras se asemejan en su sonido, pero se escriben de forma diferente y tienen significados distintos, usualmente no relacionados.
Esta circunstancia, llamada paronomasia o paronimia, puede dar lugar a impropiedades y faltas de ortografía, aunque también es un recurso literario y ludolingüístico. La paronimia puede ser de tilde (canto - cantó), de letra (abertura - apertura) o de ambas (allá - haya).

Escudo de Cariñena, en el que se representa una cara sin nariz ni orejas, una cara llana, que es una paronimia además de calambur.

En la heráldica, se usa a través de palabras paronímicas reconocibles de apellidos. Por ejemplo, una garza para el apellido Garcés.

## Ejemplos de parónimos en español
Los siguientes términos son parónimos solamente donde se diferencia la «s» de la «z» o la «ll» de la «y» y son homófonos en aquellos dialectos cuya pronunciación es seseante/ceceante o yeísta.
- Callado (participio del verbo callar) y cayado (bastón)
- Descinchar (soltar las cinchas) y deshinchar (desinflar)
- Losa (piedra aplanada) y loza (barro cocido)
- Maya (cultura/pueblo Maya) y malla (red, tejido)
- Cazar (capturar un animal) y casar (unir una pareja)

Los siguientes son parónimos en todos los dialectos del español
- Adaptar (ajustar) y adoptar (adquirir)
- Especia (condimento) y especie (clase, tipo de ser vivo)
- Prever (prevenir) y proveer (suministrar)
- Actitud (comportamiento) y aptitud (capacidad)
- Docena (12) y decena (10)
- Hombre y hambre
- Hombre y hombro
- Abeja y oveja
- Suicidio y subsidio
- Emitir (difundir) y omitir
- Eclipse y elipse
- Absolber y Absorber